# Acrojana simillima
Acrojana simillima is een vlinder uit de familie van de Eupterotidae. De wetenschappelijke naam van de soort is voor het eerst geldig gepubliceerd in 1932 door Lionel Walter Rothschild. De soort werd verzameld door J.W. Gaisford in Sierra Leone.